# Parit Raja
Parit Raja (en malayo: Parit Raja) es una localidad de Malasia, en el estado de Johor.
Se encuentra a 7 m sobre el nivel del mar. 

## Demografía
Según estimación 2010 contaba con 18618 habitantes.